# Pyhrnpass
Der Pyhrnpass ist ein 954 m ü. A. hoher Pass nahe der Grenze der österreichischen Bundesländer Oberösterreich im Süden und Steiermark im Norden. Er liegt zwischen dem Toten Gebirge im Westen und den Haller Mauern im Osten in den Nördlichen Kalkalpen der Region Pyhrn-Eisenwurzen.
Der Pyhrnpass stellt einen sehr niedrigen Übergang in diesem Bereich der Ostalpen dar und ist aus diesem Grund seit der Jungsteinzeit bedeutend. Entstanden ist er durch einen Bergsturz, möglicherweise ausgelöst durch den 300 Kilometer nordwestlich gelegenen Asteroideneinschlag des Nördlinger Rieses, welcher vor etwa 15 Mio. Jahren den nach Norden gerichteten Lauf der Ur-Enns nach Süden, ins Grazer Becken, umleitete.

## Verkehr
Über den Pass führt die Pyhrnpass-Straße (B138). Sie weist eine maximale Steigung von 10 % auf.
Auf der steirischen Seite erreicht man von der Passhöhe auf der Pyhrnpass-Straße nach 12 km Liezen im Ennstal. Auf der oberösterreichischen Seite liegt Spital am Pyhrn.
Seit 1983 wird der Pass durch den Bosrucktunnel der Pyhrn Autobahn (A 9) entlastet, nachdem es schon seit 1906 den gleichnamigen Eisenbahntunnel gibt. Die Bedeutung dieser Passstraße hat daher stark abgenommen, sie wird aufgrund der Mautpflicht im Tunnel auch als Ausweichstrecke genutzt. Daher gilt über den Pass zwischen Liezen und der Wurzeralm-Talstation eine Gewichtsbeschränkung für Fahrzeuge über 7,5 t (ausgenommen Bus-Liniendienste).  
Der durchschnittliche Tagesverkehr über den Pass beträgt 2700 Fahrzeuge gegenüber 7700 durch den Bosrucktunnel (Stand 2001).
Auf der oberösterreichischen Seite liegt westlich des Passes das Wander- und Skigebiet Wurzeralm und östlich der Bosruck, der mit 1992 m ein beliebter Wander- und Skitourenberg ist.

## Name
Der Name des Passes gilt als beliebte Fehlerquelle in Aufsätzen und dergleichen, gerne setzt man das „y“ hinter das „h“. Das Wort kommt aber nicht aus dem Griechischen, sondern wie auch der nahe Berg Pyhrgas vielleicht aus dem Keltischen, wo Pyr für ‚Berg‘ steht (vergl. Pyrenäen), aber auch eine slawische Abstammung steht zur Debatte (vgl. das nahe Windischgarsten, heutiges slowenisch brdo mit der Bedeutung ‚Hügel‘, ‚Anhöhe‘ (vgl. zahlreiche Ortsnamen in Kärnten, welche im Deutschen meist als Egg aufscheinen)‚ Gegend am Bergeck oder Ortsnamen wie Pyhra, Pyhrabruck, Pyhrafeld in Niederösterreich). In Urkunden der Jahre 1190–1259 wird der Pyhrnpass als pirdononis genannt, was in etwa „spitzer Berg“ bedeuten könnte (vgl. Pyramide). Bei der Stiftung des Klosters Gleink durch den steirischen Markgrafen Otaker ist in einer Urkunde vom pirno monte die Rede. Die heutige Form wird seit etwa dem 16./17. Jahrhundert genannt.

## Die Norische Straße
Aus altsteinzeitlichen Funden, die man in der Gamssulzenhöhle oberhalb des Gleinkersees machte, und von wohl ebenso alten Felsbildern her, schließt man, dass der Pyhrnpass schon seit Jahrtausenden bekannt war und genutzt wurde. Erste verlässliche Zeugen für Kulturverbindungen über den Pyhrnpass hinweg entstammen aber erst der Jungsteinzeit. In der frühen Bronzezeit entwickelte sich der Pyhrnpass zum wichtigsten Übergang der Region, die Funde entlang der Pyhrnroute sind dann auch ziemlich reichhaltig. Aber noch in der Bronzezeit endete diese wohl erste große Blüte des Pyhrnpasses. Durch den Hallstätter Salzbergbau hatten sich die Verkehrsrouten nach Westen hin verschoben, zu Gunsten der Übergänge der Tauern bzw. des späteren Salzkammergutes. In der Eisenzeit dringen dann die Kelten in das Gebiet um den Pyhrnpass ein, in Folge blühte der Verkehr über diesen Übergang wieder auf. Der Pyhrnpass wurde Teil der wichtigen Handelsstraße, der die nördlichen Landesteile Noricums über den Pyhrnpass, Schoberpass und Neumarkter Sattel, mit den südöstlichen verband. Bald entstanden wichtige Siedlungen, die vom Handelsverkehr auf dieser Straße profitierten. So werden die keltisch-norischen Siedlungen Gabromagus (Windischgarsten) und Ernolatia (vermutlich bei St. Pankraz) in nächster Nähe des Pyhrnpasses vermutet.
Zur Zeitenwende drangen die Römer in diese Region ein, nicht als Eroberer, sondern mehr als Beschützer der Noriker vor nördlichen Germanenvölkern. Mit der Zeit romanisierten sie aber Noricum und machten es zu einer ihrer Provinzen. Anfangs nutzten die Römer wohl die relativ guten norischen Straßen ohne diese weiter nennenswert auszubauen. Aber natürlich wurden diese auch weiterhin von den zahlreichen Fernhändlern genutzt, sogar noch verstärkt, nun aber kamen römische Truppen und Beamte zu diesen hinzu. Das zwang bald dazu, die Straßen und die umgebende Infrastruktur auszubauen. Poststationen und Raststätten wurden daher eingerichtet, die Keimzellen späterer Städte. Die vorrömischen Hohlwege wurden saniert, wie noch heute nachweisbar an der Nordseite des Pyhrnpasses und auch zahlreiche Brücken neu gebaut. Die ausgebaute Straße erreichte eine Breite von etwa 1,80 m und bildet stellenweise noch heute die unterste Schicht der modernen Pyhrnstraße. Die Römerstraße verlief mutmaßlich größtenteils auf einer sehr ähnlichen Trasse wie die heutige Bundesstraße. Was erklären würde, dass man nur wenig von ihr fand, da die alte Straße durch die lange Nutzung und spätere Modernisierungen größtenteils unkenntlich gemacht wurde. Zwischen Bliem und der Passhöhe, sowie zwischen Oberer und Unterer Klause, wich die Trasse der Römerstraße aber nachweislich von der Bundesstraße ab, indem sie hier direkt über den Übergang geführt wurde.
Am Pyhrnpass kam es im Zuge des Juliputsches 1934 zu Kämpfen, bei denen einige Personen, auch Unbeteiligte, getötet wurden. Bundesheer aus Oberösterreich versuchte Putschisten zu vertreiben, dabei starb unter anderem eine Frau im damaligen Wirtshaus auf der Passhöhe.